# 日本ジェネシス
日本ジェネシス株式会社（にほんジェネシス、Japan Genesis Co.,LTD.）は、投資マンションの分譲・販売事業をおこなっている企業。子会社にジー・エス・トラスト株式会社がある。
ちなみに神奈川県横浜市西区南幸2-19-3 第一土屋ビル3Fにある 株式会社日本ジェネシス とは、資本・人的に無関係である。

## 事業所
- 本社所在地 : 大阪府大阪市中央区城見2-1-61 ツイン21MIDタワー24F
- 支社所在地 : 東京都千代田区永田町2-14-3 赤坂東急ビル11F

## 概要
- 代表取締役 : 黒川直哉
- 設立 : 2001年7月4日
- 資本金 : 50,000,000円
- 主に投資向けの分譲マンションを販売している。 マンションブランドは、「ジュネーゼ（グラン）」。
- 2006年8月1日にISMSの認証を取得している。そして2007年8月1日にISO/IEC 27001を取得した。
- 2007年10月1日に金融比較サイト「TOU6.net金融比較サイトTOU6.net(トウロクネット)」を立ち上げている。